# Pseudischnocampa nigridorsata
Pseudischnocampa nigridorsata är en fjärilsart som beskrevs av William Schaus 1901. Pseudischnocampa nigridorsata ingår i släktet Pseudischnocampa och familjen björnspinnare. Inga underarter finns listade i Catalogue of Life.